# Náboženství ve Švýcarsku
Náboženství ve Švýcarsku (věk 15+, 2016-2018)

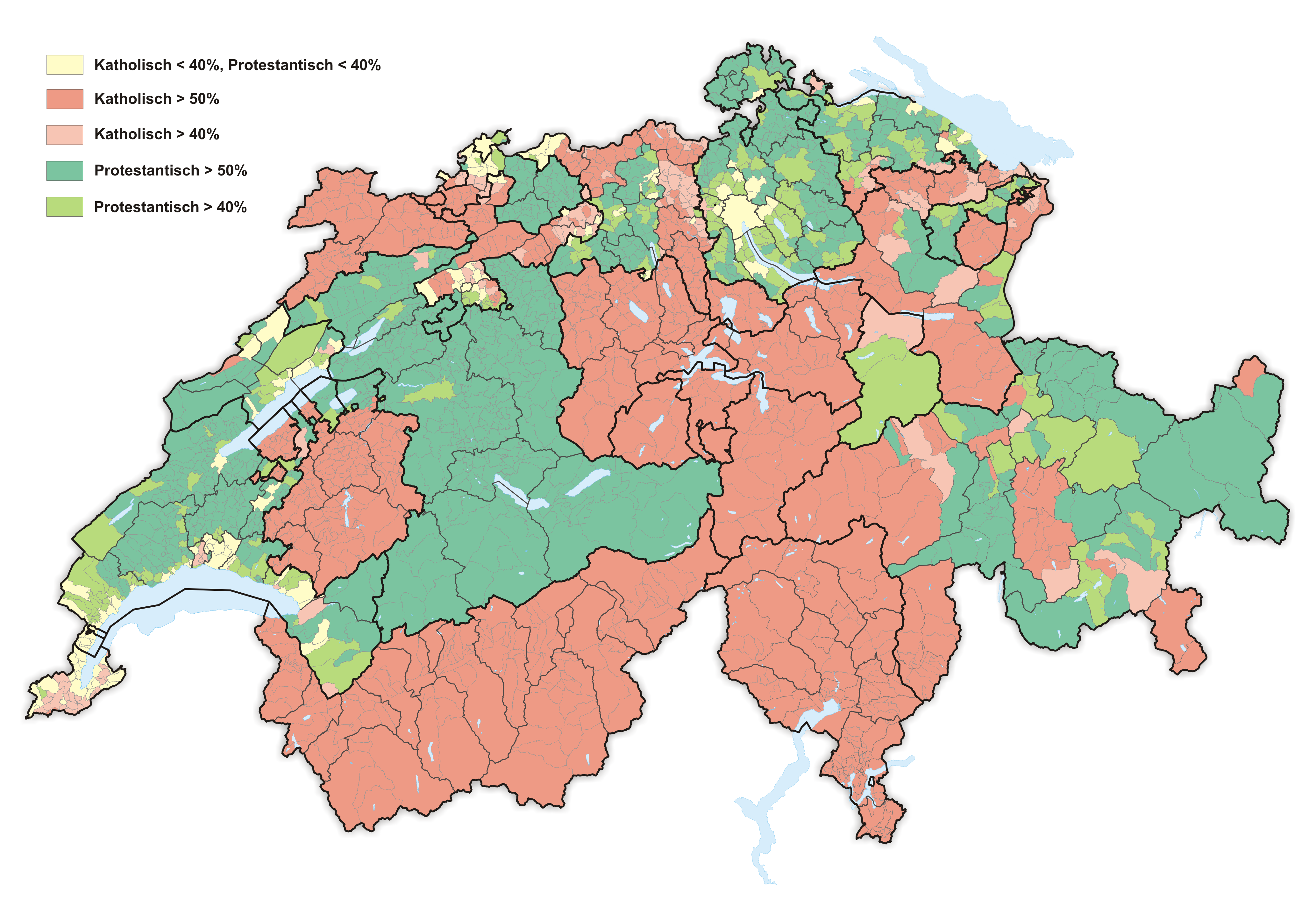
Náboženství ve Švýcarsku v roce 2015 (zelená: protestanti, červená: katolíci)

Dominantní náboženskou vírou ve Švýcarsku je křesťanství. V 16. století se Švýcarsko stalo jedním z center reformace. V posledních desetiletích klesá podíl obyvatel, hlásících se ke křesťanství – zatímco v roce 1980 se ke křesťanství hlásilo 95% obyvatel, v roce 2013 to bylo již jen 70%. Nejpočetnějšími křesťanskými denominacemi jsou římští katolíci (38%) a kalvinisté (26%). Nejpočetnější nekřesťanskou náboženskou skupinou jsou muslimové (5%).
Podle průzkumu z roku 2011 se každý týden účastní náboženských obřadů jen 1 obyvatel z 12. Rozvoj ale prožívají evangelikální církve, které vykazují účast na bohoslužbách 111%.
Švýcarská federace nemá státní náboženství; konfesněprávní úpravy se liší podle jednotlivých kantonů.
Roku 2009 byla v referendu zakázána výstavba nových minaretů v zemi (dosavadní 4 minarety nejsou dotčeny).